# 法国—黎巴嫩关系
法国-黎巴嫩关系是黎巴嫩共和国和法兰西共和国之间的国际关系。前殖民国法国同黎巴嫩有着友好关系，并经常向黎巴嫩人提供支持。法语在黎巴嫩各地被广泛使用，很多人能流利使用，在许多黎巴嫩学校教学并作为教育媒介使用。这两个国家都是法语国家及地区国际组织的成员。

## 历史

### 法国殖民主义

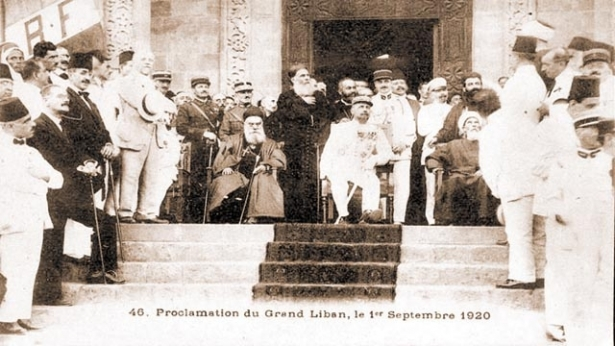
在黎凡特的法国军队指挥官，亨利·古洛将军出席贝鲁特的大黎巴嫩国家公告，与贝鲁特的大穆夫提谢赫·穆斯塔法·纳迦一起，他的右边是马龙派族长埃里亚斯·彼得·霍耶克，摄于1920年9月。

1920年，第一次世界大战结束后不久，国际联盟要求在奥斯曼帝国解体后由法国管理黎巴嫩。 黎巴嫩成为法国对叙利亚和黎巴嫩的授权的一部分，并从大马士革进行管理，并正式成为法兰西殖民帝国的一部分。从1929年11月到1931年11月，戴高乐被任命为驻贝鲁特黎凡特部队的总参谋长。
第二次世界大战初期，黎巴嫩由维希法国统治，然而，到1942年，这片领土归自由法国管辖。同年8月，戴高乐将军返回黎巴嫩，与占领黎巴嫩的英国军队会面。英国军队进入黎巴嫩领土，阻止德国向黎凡特挺进。1943年3月，根据1932年的人口普查，法国以六比五的比例分配了黎巴嫩议会的席位，支持基督徒。这一政策后来扩展到其他公共部门。总统原本是马龙派基督徒，总理是逊尼派穆斯林，众议院议长是什叶派穆斯林。1944年1月，法国同意将权力移交给黎巴嫩政府，从而给予这片领土独立。

### 黎巴嫩内战
在黎巴嫩内战期间，法国积极参与了联合国驻黎巴嫩临时部队的组建，并对联合国有关黎巴嫩的多项决议投了赞成票，如第501、508、511、511、594和599号决议。法国也是駐黎多國部隊的一员，1982年，在逆戟鲸一号行动期间，总部设在贝鲁特内部机场，法軍伞兵派赴贝鲁特西部沿海地区和海港，以确保这些地区的和平。从1982年到1984年，法国承担了训练黎軍的任务。在同一时期，法国损失了超过89名士兵，其中58名法国伞兵在1983年贝鲁特军营炸弹袭击中丧生。
1990年以后，法国继续向黎巴嫩提供适度的军事援助。自黎巴嫩内战结束以来，两国之间的关系得到了改善和加强。两国的合作与发展政策主要有五个目标：巩固法治、经济和社会发展、保护环境和遗产、大学合作与研究、文化交流和思想辩论。

### 内战后

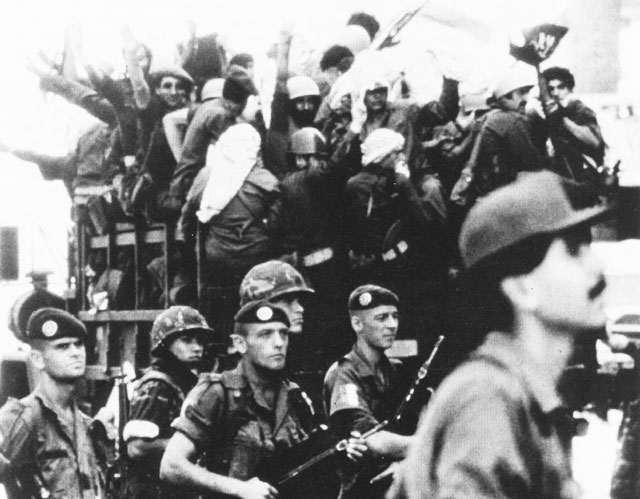
巴解组织从贝鲁特撤退时由法国军团执勤

1990年以后，法国继续向黎巴嫩提供适度的军事援助。自黎巴嫩内战结束以来，两国之间的关系得到了改善和加强。两国的合作与发展政策主要有五个目标:巩固法治、经济和社会发展、保护环境和遗产、大学合作与研究、文化交流和思想辩论。两国领导人之间进行了多次高层互访。2005年雪松革命后，叙利亚从该国撤军。2009年4月，法国和黎巴嫩官员批准了一项安全协议框架，该框架除了改善双边关系外，还包括毒品和武器贩运、非法移民和网络犯罪的治理。
2017年11月4日，黎巴嫩总理萨阿德·哈里里在沙特阿拉伯发表电视讲话，宣布辞职，理由是伊朗和真主党在中东地区的政治过度扩张，以及对暗杀的恐惧。当月晚些时候，在法国总统埃马纽埃尔·马克龙的干预下，哈里里获准离开沙特阿拉伯（他也在那里拥有公民身份），前往巴黎。2017年12月5日，哈里里撤销了辞职声明：
所有政治组成部分决定与所有冲突、争端、战争或兄弟阿拉伯国家的内部事务撇清关系，以维护黎巴嫩的经济和政治关系。
法国总统埃马纽埃尔·马克龙的干预部分目的是向沙特阿拉伯和伊朗施压，要求他们停止干预黎巴嫩。

## 移民
自从法国控制黎巴嫩以来，已有数千黎巴嫩人移民法国。最初，大多数移民到法国的黎巴嫩人都是基督徒。然而，现在大多数从黎巴嫩移民到法国的人都是穆斯林。由于黎巴嫩的宗教紧张局势，以及内战和以色列入侵，许多人离开了黎巴嫩。目前有超过15万黎巴嫩血统的人居住在法国。

## 交通
法国和黎巴嫩之间有以下航空公司的直飞航班：蓝鹰航空、法国航空、中东航空和法国泛航航空。

## 贸易

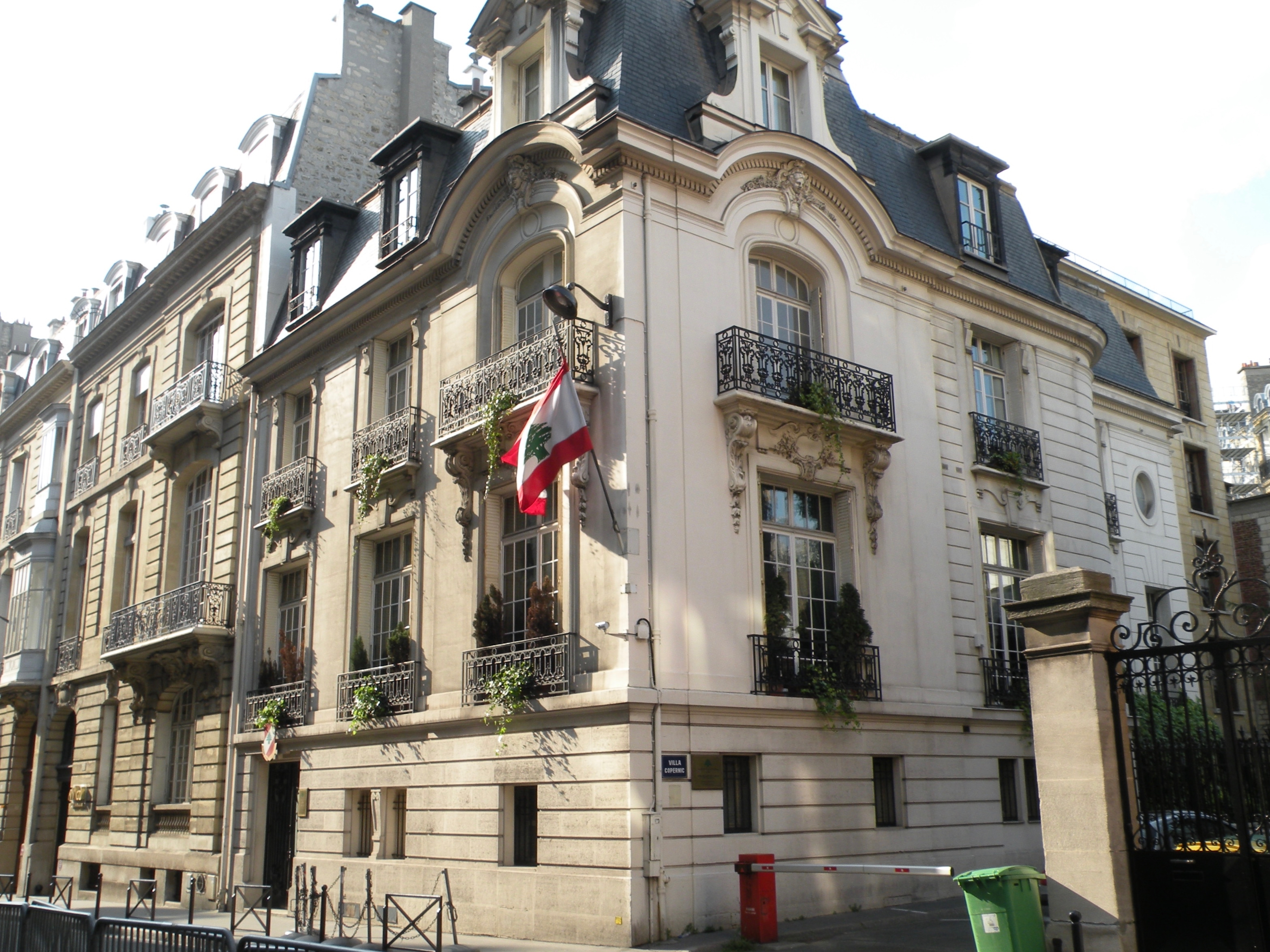
黎巴嫩驻巴黎大使馆

2016年，法国和黎巴嫩之间的贸易总额为9.34亿欧元。法国是黎巴嫩的主要贸易伙伴之一，有4500多家法国公司向黎巴嫩出口产品。2015年，法国在黎巴嫩的直接投资总额为5.34亿欧元。近100家法国公司在黎巴嫩经营各种部门，如农业、电信、零售、石油工业和金融服务。

## 常驻外交使团
- 法国在贝鲁特设有大使馆。[14]
- 黎巴嫩在巴黎设有大使馆，在马赛设有总领事馆。[15]